# Cantonment de Pune
 (novembre 2009).
Si vous disposez d'ouvrages ou d'articles de référence ou si vous connaissez des sites web de qualité traitant du thème abordé ici, merci de compléter l'article en donnant les références utiles à sa vérifiabilité et en les liant à la section « Notes et références ».
Le cantonment de Pune (Marâthî : पुणे छावणी) est un quartier de Pune. C'est un ancien lieu de campement militaire (cantonment), établi en 1818 pour accueillir des troupes de la Compagnie britannique des Indes orientales après sa victoire sur la confédération marathe. Des Télougous de basse caste, au service du régiment britannique, s'installent autour des camps de Pune et de Kirkee avant de se disperser dans la ville : leurs descendants conservent leurs propres cérémonies religieuses desservies par des brahmanes venus de Nizamabad. Le quartier est géré par le Conseil du Cantonment de Pune.